# 아부 이사 알와락
아부 이사 무함마드 이븐 하룬 알와락(아랍어: أبو عيسى محمد ابن هارون الوراق Abū ʿĪsā Muḥammad ibn Hārūn al-Warrāq[*]: 889년-994년 6월 24일)은 9세기의 아랍인 회의주의 철학자이며 이슬람교 비판자였다. 사실 이슬람교 뿐 아니라 일반적인 종교 자체를 바판한 것에 가깝다. 이반 알사라지와 이븐 두라이드의 제자였으며 이븐 알라완디의 스승이었다.:224 현대의 쿠란학자이자 이슬람 비판가인 이븐 와락은 아부 이사 알와락에게서 자신의 가명을 따왔다.
알와락은 인격신의 존재에 회의적이었는데, 왜냐하면 신이 “노예(인간)가 어떤 일을 할 수 없음을 알면서도 노예에게 그 일을 명령하고 하지 못했다고 벌한다면 바보천치”나 다름없기 때문이다.:43 알와락은 아브라함계 종교 같은 계시성 종교의 관념 자체에 도전했다. 예컨대 용서라는 것이 좋은 것임을 인간이 스스로 이해할 수 있다면 예언자는 필요없다고 생각했다. 예언자가 계시하는 바가 인간의 선한 감각과 이성에 어긋난다면, 인간은 자칭 예언자의 주장에 귀를 기울여서는 안 된다. 알와락은 신에게 복종하는 능력으로서 지성이 아니라, 학문의 경이를 탐구하는 능력으로서의 지성을 경애했다. 알와락은 사람들은 그저 하늘을 바라보기 위해 천문학을 발달시킨 것이며, 하늘을 보는 법을 계시하는 예언자는 그 과정에 필요하지 않았고, 마찬가지로 관악기를 만들고 연주하는 데도 예언자가 전혀 필요하지 않았다고 주장했다.
또한 알와락은 무함마드를 예언자로 여길 수 있는지 자체도 회의했다. 무함마드가 미래의 사건을 잘 알아맞혔다고 해도, 그것은 그의 통찰력이 뛰어난 것이지 미래에 어떤 일이 일어날지 지식 자체를 계시받았다는 증거는 되지 못한다는 논리였다.